# Antônio Mariz

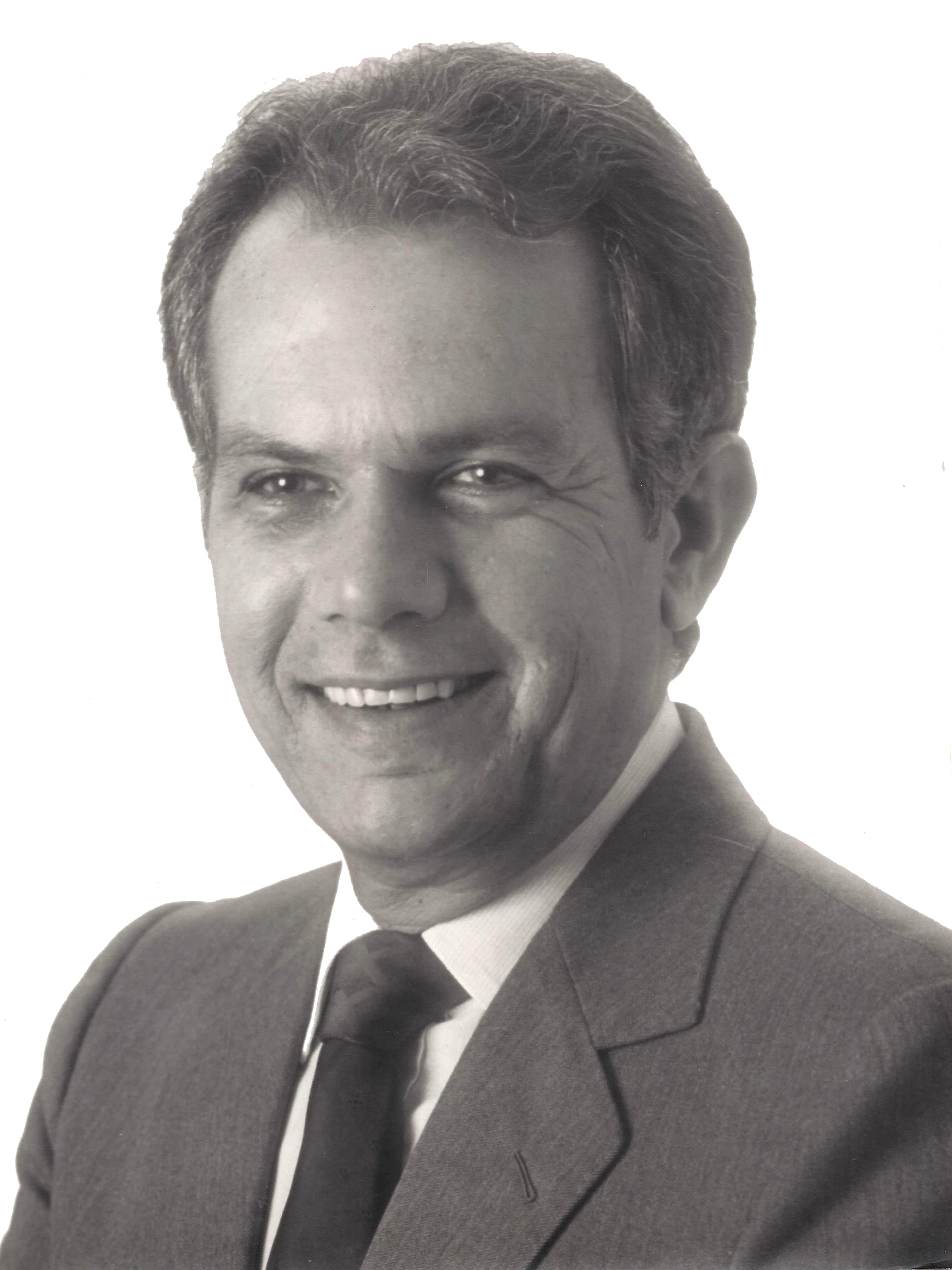
Antonio Mariz

Antônio Marques da Silva Mariz (Sousa, 5 de diciembre de 1937 - João Pessoa, 16 de septiembre de 1995) fue un político brasileño.
Ocupó diversos cargos a lo largo de su carrera política: alcalde (1963 - 1969), diputado federal (1971 - 1983 y 1987 - 1991) y senador (1991 - 1994). En su último año como senador ganó las elecciones a la gobernadoría de Paraíba. El 1 de enero de 1995 se convirtió en el nuevo gobernador, pero murió a los pocos meses de la toma de posesión, siendo sustituido por su vicegobernador José Maranhão.
| Predecesor: Cícero Lucena | Gobernador del estado de Paraíba 1995 | Sucesor: José Maranhão |

- Datos: Q8202087